# Anomala damara
Anomala damara är en skalbaggsart som beskrevs av Louis Albert Péringuey 1902. Anomala damara ingår i släktet Anomala och familjen Rutelidae. Inga underarter finns listade i Catalogue of Life.